# 札幌市立信濃中学校
札幌市立信濃中学校（さっぽろしりつしなのちゅうがっこう）は、札幌市厚別区にある公立の中学校である。

## 沿革
- 1947年（昭和22年）5月1日 - 白石村立信濃中学校として開校、信濃小学校に併置、5学級生徒数248名。初代長澤栄校長着任。職員10名（当時はまだ札幌と合併しておらず白石村であった。）
- 1948年（昭和23年）
  - 3月21日 - 第1回卒業証書授与式。卒業生男子14名、女子10名、計24名。
  - 3月31日 - 白石中学校に併合のため閉校を通告されたが、地域住民の請願により存続決定。
  - 12月10日 - 信濃中学校校舎建築期成会結成（会長：山口徳一）。
- 1949年（昭和24年）10月1日 - 校舎新築落成式挙行。信濃小学校東側へ併置、建築費の半額を同校校舎建築期成会が負担。
- 1950年（昭和25年）
  - 4月15日 - 東米里に同校東米里分校設置開校、生徒数16名。
  - 7月1日 - 白石村が札幌市と合併し、札幌市立信濃中学校となる。
- 1959年（昭和34年）4月1日 - 東米里分校が独立、札幌市立東米里中学校となる（2011年3月に閉校、米里中学校に統合）。
- 1960年（昭和35年）
  - 2月25日 - 校歌制定（作詞：宇野親美、作曲：千葉日出城）。
  - 6月10日 - 新校舎、現在地に落成し移転。
- 1961年（昭和36年）
  - 9月18日 - 屋内体育館落成（第3期工事）。
  - 11月2日 - 校舎落成記念式典挙行。
- 1973年（昭和48年）12月7日 - 4階建て鉄筋校舎落成。
- 1975年（昭和50年）3月26日 - 札幌市立もみじ台中学校新設により生徒転籍（182名）。
- 1979年（昭和54年）3月24日 - 札幌市立北都中学校新設に伴い生徒転籍（19名）。
- 1982年（昭和57年）3月24日 - 札幌市立青葉中学校新設に伴い生徒転籍（272名）。
- 1984年（昭和59年）3月24日 - 札幌市立厚別中学校新設に伴い生徒転籍（272名）。
- 1985年（昭和60年）1月18日 - 新校舎完成、移転。
- 1988年（昭和63年）3月25日 - 札幌市立厚別南中学校新設に伴い生徒転籍（360名）。
- 1989年（平成元年）11月6日 - 厚別区誕生（白石区より分区）、本校住所表記変更。
- 1998年（平成10年）3月26日 - 札幌市立厚別北中学校新設に伴い生徒転籍（179名）。

## 教育目標
- 深く考える生徒 （知）
- 豊かな心で実践する生徒 （徳）
- 強くたくましい生徒 （体）

## 交通
- 札幌市営地下鉄東西線　ひばりが丘駅下車　徒歩8分
- ジェイ・アール北海道バス、北海道中央バス、夕張鉄道　旭町停留所下車　徒歩3分
- 函館本線厚別駅下車　徒歩15分

## 出身者
- 稲田勝 - スケルトン選手
- 佐藤兼伊知 - プロ野球選手・コーチ（千葉ロッテマリーンズ所属）
- 菅原浩志 - 映画監督、プロデューサー、脚本家
- 水口哲也 - ゲームプロデューサー
- 諸星清佳（旧姓・𠮷井） - フリージャーナリスト、元北海道新聞記者
- 山本大貴 - プロ野球選手（東京ヤクルトスワローズ所属）
- 鷲田小弥太 - 哲学者、札幌大学名誉教授